# Паласиос, Тиаго (футболист, 2001)
Тиаго Асаэль Паласиос (исп. Tiago Asahel Palacios; род. 28 марта 2001, Грегорио-де-Лаферрере, Буэнос-Айрес) — уругвайский футболист, полузащитник клуба «Монтевидео Сити Торке».

## Клубная карьера
Паласиос — воспитанник клубов «Ривер Плейт» и «Платенсе». 7 марта 2020 года в матче против «Атлетико Альварадо» он дебютировал в Примера B Насьональ в составе последних. В 2021 году игрок перешёл в уругвайский «Монтевидео Сити Торке», но еще на полгода был оставлен в аренде в «Платенсе». 21 февраля 2021 года в матче против «Архентинос Хуниорс» он дебютировал в аргентинской Примере. 6 марта в поединке против «Годой-Крус» Тиаго забил свой первый гол за «Платенсе».
В начале 2022 года Паласиос присоединился в «Монтевидео Сити Торке». 5 февраля в матче против «Серро-Ларго» он дебютировал в уругвайской Примере. 7 мая в матче против «Серрито» Тиаго забил свой первый гол за «Монтевидео Сити Торке».